# Campeonato Mundial de Esqui Estilo Livre de 2011 - Ski cross masculino
A prova do ski cross masculino do Campeonato Mundial de Esqui Estilo Livre de 2011 foi disputada entre os dias 3 a 4 de fevereiro em Wasatch Range nos Estados Unidos. Participaram 46 atletas de 20 países.

## Medalhistas
| Ouro                        | Prata                | Bronze             |
| Christopher Del Bosco (CAN) | Jouni Pellinen (FIN) | Andreas Matt (AUT) |

## Resultados

### Qualificação
46 atletas participaram do processo qualificatório. Os 32 melhores avançaram para as oitavas de final.
| Pos. | Bib | Atleta                 | Nacionalidade  | Tempo   | Notas |
| ---- | --- | ---------------------- | -------------- | ------- | ----- |
| 1    | 6   | Christopher Del Bosco  | Canadá         | 1:02.51 | Q     |
| 2    | 7   | Andreas Matt           | Áustria        | 1:03.09 | Q     |
| 3    | 3   | Jouni Pellinen         | Finlândia      | 1:03.12 | Q     |
| 4    | 16  | Nick Zoričić           | Canadá         | 1:03.36 | Q     |
| 5    | 4   | Tomáš Kraus            | Chéquia        | 1:03.37 | Q     |
| 6    | 1   | Scott Kneller          | Austrália      | 1:03.52 | Q     |
| 7    | 8   | Daniel Bohnacker       | Alemanha       | 1:03.53 | Q     |
| 8    | 11  | David Duncan           | Canadá         | 1:03.54 | Q     |
| 9    | 10  | John Teller            | Estados Unidos | 1:03.60 | Q     |
| 10   | 9   | Armin Niederer         | Suíça          | 1:03.68 | Q     |
| 11   | 12  | Davey Barr             | Canadá         | 1:03.72 | Q     |
| 12   | 14  | Patrick Gasser         | Suíça          | 1:03.73 | Q     |
| 13   | 19  | Paul Eckert            | Alemanha       | 1:03.83 | Q     |
| 14   | 22  | Filip Flisar           | Eslovênia      | 1:03.89 | Q     |
| 15   | 13  | Simon Stickl           | Alemanha       | 1:03.93 | Q     |
| 16   | 18  | Arnaud Bovolenta       | França         | 1:03.99 | Q     |
| 17   | 5   | Thomas Zangerl         | Áustria        | 1:04.02 | Q     |
| 18   | 2   | Conradign Netzer       | Suíça          | 1:04.17 | Q     |
| 19   | 20  | Sylvain Miaillier      | França         | 1:04.18 | Q     |
| 20   | 21  | Jonas Devouassoux      | França         | 1:04.20 | Q     |
| 21   | 24  | Thomas Fischer         | Alemanha       | 1:04.21 | Q     |
| 22   | 33  | Zdenek Safar           | Chéquia        | 1:04.22 | Q     |
| 23   | 15  | Alex Fiva              | Suíça          | 1:04.50 | Q     |
| 24   | 28  | Michael Forslund       | Suécia         | 1:04.51 | Q     |
| 25   | 35  | Kenji Kono             | Japão          | 1:04.90 | Q     |
| 26   | 17  | Egor Korotkov          | Rússia         | 1:04.93 | Q     |
| 27   | 29  | Christoph Wahrstoetter | Áustria        | 1:04.99 | Q     |
| 28   | 30  | Errol Kerr             | Jamaica        | 1:05.01 | Q     |
| 29   | 25  | Didrik Bastian Juell   | Noruega        | 1:05.11 | Q     |
| 30   | 26  | Anton Grimus           | Austrália      | 1:05.13 | Q     |
| 31   | 40  | Artem Danilov          | Rússia         | 1:05.14 | Q     |
| 32   | 31  | Klaus Waldner          | Áustria        | 1:05.22 | Q     |
| 33   | 31  | Peter Edward Whelan    | Reino Unido    | 1:05.33 |       |
| 34   | 23  | Thomas Borge Lie       | Noruega        | 1:05.73 |       |
| 35   | 32  | Alexandr Bondar        | Rússia         | 1:05.79 |       |
| 36   | 39  | Ivan Anikin            | Rússia         | 1:05.99 |       |
| 37   | 34  | Patrick Duran          | Estados Unidos | 1:06.03 |       |
| 38   | 36  | Trevor Ricioli         | Estados Unidos | 1:06.19 |       |
| 39   | 42  | Godai Fukui            | Japão          | 1:06.44 |       |
| 40   | 38  | Ethan Fortney          | Estados Unidos | 1:07.71 |       |
| 41   | 38  | Douglas Whitfield      | Nova Zelândia  | 1:08.50 |       |
| 42   | 38  | Cristhian Ravelo       | Colômbia       | 1:09.71 |       |
| 43   | 38  | William Lunn           | Irlanda        | 1:12.46 |       |
| 44   | 38  | Bruno Monti            | Brasil         | 1:16.97 |       |
| 45   | 38  | Olle Kling             | Suécia         | 1:33.79 |       |
|      | 43  | Christian Blanco       | Brasil         |         | DNS   |

### Eliminatória
Os 32 melhores qualificados avançaram para as oitavas de final. A partir daqui, participaram de corridas de eliminação de quatro pessoas cada grupo, com os dois melhores de cada corrida avançando para a fase seguinte até a final. 

#### Oitavas de final
| Pos. | Bib | Atleta                | Nacionalidade | Notas |
| ---- | --- | --------------------- | ------------- | ----- |
| 1    | 1   | Christopher Del Bosco | Canadá        | Q     |
| 2    | 16  | Arnaud Bovolenta      | França        | Q     |
| 3    | 17  | Thomas Zangerl        | Áustria       |       |
| 4    | 32  | Klaus Waldner         | Áustria       |       |

| Pos. | Bib | Atleta           | Nacionalidade  | Notas |
| ---- | --- | ---------------- | -------------- | ----- |
| 1    | 9   | John Teller      | Estados Unidos | Q     |
| 2    | 24  | Michael Forslund | Suécia         | Q     |
| 3    | 25  | Kenji Kono       | Japão          |       |
| 4    | 8   | David Duncan     | Canadá         |       |

| Pos. | Bib | Atleta         | Nacionalidade | Notas |
| ---- | --- | -------------- | ------------- | ----- |
| 1    | 5   | Tomáš Kraus    | Chéquia       | Q     |
| 2    | 12  | Patrick Gasser | Suíça         | Q     |
| 3    | 21  | Thomas Fischer | Alemanha      |       |
| 4    | 28  | Errol Kerr     | Jamaica       |       |

| Pos. | Bib | Atleta               | Nacionalidade | Notas |
| ---- | --- | -------------------- | ------------- | ----- |
| 1    | 4   | Nick Zoricic         | Canadá        | Q     |
| 2    | 20  | Jonas Devouassoux    | França        | Q     |
| 3    | 29  | Didrik Bastian Juell | Noruega       |       |
| 4    | 13  | Paul Eckert          | Alemanha      |       |

| Pos. | Bib | Atleta            | Nacionalidade | Notas |
| ---- | --- | ----------------- | ------------- | ----- |
| 1    | 3   | Jouni Pellinen    | Finlândia     | Q     |
| 2    | 14  | Filip Flisar      | Eslovênia     | Q     |
| 3    | 19  | Sylvain Miaillier | França        |       |
| 4    | 30  | Anton Grimus      | Austrália     |       |

| Pos. | Bib | Atleta                 | Nacionalidade | Notas |
| ---- | --- | ---------------------- | ------------- | ----- |
| 1    | 11  | Davey Barr             | Canadá        | Q     |
| 2    | 22  | Zdenek Safar           | Chéquia       | Q     |
| 3    | 6   | Scott Kneller          | Austrália     |       |
| 4    | 27  | Christoph Wahrstoetter | Áustria       |       |

| Pos. | Bib | Atleta           | Nacionalidade | Notas |
| ---- | --- | ---------------- | ------------- | ----- |
| 1    | 10  | Armin Niederer   | Suíça         | Q     |
| 2    | 26  | Egor Korotkov    | Rússia        | Q     |
| 3    | 7   | Daniel Bohnacker | Alemanha      |       |
| 4    | 23  | Alex Fiva        | Suíça         |       |

| Pos. | Bib | Atleta           | Nacionalidade | Notas |
| ---- | --- | ---------------- | ------------- | ----- |
| 1    | 2   | Andreas Matt     | Áustria       | Q     |
| 2    | 18  | Conradign Netzer | Suíça         | Q     |
| 3    | 15  | Simon Stickl     | Alemanha      |       |
| 4    | 31  | Artem Danilov    | Rússia        |       |

#### Quartas de final
| Pos. | Bib | Atleta                | Nacionalidade  | Notas |
| ---- | --- | --------------------- | -------------- | ----- |
| 1    | 1   | Christopher Del Bosco | Canadá         | Q     |
| 2    | 9   | John Teller           | Estados Unidos | Q     |
| 3    | 24  | Michael Forslund      | Suécia         |       |
| 4    | 16  | Arnaud Bovolenta      | França         |       |

| Pos. | Bib | Atleta            | Nacionalidade | Notas |
| ---- | --- | ----------------- | ------------- | ----- |
| 1    | 5   | Tomáš Kraus       | Chéquia       | Q     |
| 2    | 4   | Nick Zoricic      | Canadá        | Q     |
| 3    | 20  | Jonas Devouassoux | França        |       |
| 4    | 12  | Patrick Gasser    | Suíça         |       |

| Pos. | Bib | Atleta         | Nacionalidade | Notas |
| ---- | --- | -------------- | ------------- | ----- |
| 1    | 3   | Jouni Pellinen | Finlândia     | Q     |
| 2    | 11  | Davey Barr     | Canadá        | Q     |
| 3    | 14  | Filip Flisar   | Eslovênia     |       |
| 4    | 22  | Zdenek Safar   | Chéquia       |       |

| Pos. | Bib | Atleta           | Nacionalidade | Notas |
| ---- | --- | ---------------- | ------------- | ----- |
| 1    | 2   | Andreas Matt     | Áustria       | Q     |
| 2    | 18  | Conradign Netzer | Suíça         | Q     |
| 3    | 10  | Armin Niederer   | Suíça         |       |
| 4    | 26  | Egor Korotkov    | Rússia        |       |

#### Semifinal
| Pos. | Bib | Atleta                | Nacionalidade  | Notas |
| ---- | --- | --------------------- | -------------- | ----- |
| 1    | 5   | Tomáš Kraus           | Chéquia        | Q     |
| 2    | 1   | Christopher Del Bosco | Canadá         | Q     |
| 3    | 9   | John Teller           | Estados Unidos |       |
| 4    | 4   | Nick Zoricic          | Canadá         |       |

| Pos. | Bib | Atleta           | Nacionalidade | Notas |
| ---- | --- | ---------------- | ------------- | ----- |
| 1    | 2   | Andreas Matt     | Áustria       | Q     |
| 2    | 3   | Jouni Pellinen   | Finlândia     | Q     |
| 3    | 11  | Davey Barr       | Canadá        |       |
| 4    | 18  | Conradign Netzer | Suíça         |       |

#### Final
| Pos. | Bib | Atleta           | Nacionalidade  | Notas |
| ---- | --- | ---------------- | -------------- | ----- |
| 5    | 9   | John Teller      | Estados Unidos |       |
| 6    | 18  | Conradign Netzer | Suíça          |       |
| 7    | 11  | Davey Barr       | Canadá         |       |
| 8    | 4   | Nick Zoricic     | Canadá         |       |

| Pos.              | Bib | Atleta                | Nacionalidade | Notas |
| ----------------- | --- | --------------------- | ------------- | ----- |
| Medalha de ouro   | 1   | Christopher Del Bosco | Canadá        |       |
| Medalha de prata  | 3   | Jouni Pellinen        | Finlândia     |       |
| Medalha de bronze | 2   | Andreas Matt          | Áustria       |       |
| 4                 | 5   | Tomáš Kraus           | Chéquia       |       |

Legenda
| Recorde mundial       | Recorde mundial (World record)               |                       | Recorde africano                      | Recorde africano (African) |                                           | Q | Classificado por posição (Qualified) |
| Recorde do campeonato | Recorde do campeonato (Championship record)  | Recorde da América    | Recorde da América (Americas)         | q                          | Classificado por melhor tempo (Qualified) |   |                                      |
| Melhor marca do ano   | Melhor marca do ano (World leading)          | Recorde asiático      | Recorde asiático (Asian)              | DNS                        | Não largou (Did not start)                |   |                                      |
| Recorde nacional      | Recorde nacional (National record)           | Recorde europeu       | Recorde europeu (European)            | DNF                        | Não terminou (Did not finish)             |   |                                      |
| Recorde pessoal       | Recorde pessoal do atleta (Personal best)    | Recorde da Oceania    | Recorde da Oceania (Oceania)          | DSQ / DQ                   | Desclassificado (Disqualified)            |   |                                      |
| Recorde da temporada  | Recorde da temporada do atleta (Season best) | Recorde sul-americano | Recorde sul-americano (South America) | NM                         | Sem marca (No mark)                       |   |                                      |